# Preston, Kansas
Preston är en ort i Pratt County i Kansas. Vid 2010 års folkräkning hade Preston 158 invånare.